# Gregory Johnson
Gregory Harold Johnson (Groot-Londen, 12 mei 1962) is een voormalig Amerikaans ruimtevaarder. Johnson zijn eerste ruimtevlucht was STS-123 met de spaceshuttle Endeavour en vond plaats op 11 maart 2008. Tijdens de missie werd het eerste deel van de Japanse Experimentmodule naar het Internationaal ruimtestation ISS gebracht.
Johnson maakte deel uit van NASA Astronautengroep 17. Deze groep van 32 ruimtevaarders begon hun training in 1998 en had als bijnaam The Penguins. 
In totaal heeft Johnson twee ruimtevluchten op zijn naam staan. In 2013 verliet hij NASA en ging hij als astronaut met pensioen. 